# Jak na Internet
Jak na Internet je český televizní seriál, nejvýznamnější osvětový projekt sdružení CZ.NIC (správce národní domény .cz a provozovatele služby mojeID). Jeho cílem je zábavnou formou přiblížit Internet se všemi jeho možnostmi i úskalími široké veřejnosti. Diváci se mohou seznámit s tématy jako například internetové identity, historie či řízení Internetu nebo komunikace přes Internet.

## Účinkující
Seriálem provází herec Roman Zach.

## O seriálu
Projekt vznikl na podzim roku 2012 a v roce 2015 měl již 110 epizod. Kromě pravidelného vysílání seriálu na kanálech České televize jsou všechna tematická videa dostupná na webových stránkách projektu.
Seriál formou zábavných dvouminutových videí, moderovaných sympatickým Romanem Zachem, přibližuje divákům širokou problematiku Internetu. Ke každému videu navíc lze na webových stránkách Jaknainternet.cz najít doprovodný text, který se dané problematice věnuje více do hloubky.
U každého dílu divák nalezne též vzdělávací balíčky ke stažení, které mohou obohatit například výuku informatiky či jiných předmětů ve škole. Některá témata jsou doplněna i o odkaz na doporučenou literaturu, kterou je možné si, také zdarma, stáhnout ve formátu .pdf.
V roce 2016 jsou vybrané epizody zároveň překresleny do komiksové podoby. Komiks je v elektronické verzi na stránkách Edice CZ.NIC zdarma ke stažení. Publikace je dostupná i v tištěné verzi.

## Seznam dílů
| Počítačová hesla                  | Jak si vybrat připojení              | Internetové seznamky                  | Spoluspotřebitelství                         | Nemovitosti na Internetu                |
| Informace o obci, ve které žiji   | Bezpečnost počítače                  | Placení na Internetu                  | Televize na Internetu                        | Internetové domény                      |
| Jak začít blogovat                | Ekologie v kapse                     | Zálohování                            | Jak reklamovat zboží na Internetu            | Funkce webového prohlížeče              |
| Online hry                        | Serverové certifikáty                | Mobilní připojení a síťová neutralita | Mailová etiketa                              | Slevové servery                         |
| RSS kanály                        | eGovernment                          | Bezpečnostní týmy                     | Ochrana osobních údajů                       | Internetové aukce                       |
| Distribuce digitálního obsahu     | Typy souborů                         | Struktura Internetu                   | Osobní vizitka                               | Rizika sociálních sít                   |
| Internet v mobilu                 | Sdílení fotografií na Internetu      | Finanční služby na Internetu          | Chytrá domácnost a ochrana soukromí          | Spolupráce na Internetu                 |
| Internetové bankovnictví          | Prohlížeče a internetové technologie | Nabídkové agregátory                  | Plánování dovolené na Internetu              | Otázky a odpovědi na Internetu          |
| Máme se bát kybernetických útoků? | Proč nakupovat na Internetu          | Komunikace přes Internet              | Cizí jazyky a Internet                       | Internetové aukce                       |
| Úvod do problematiky dat          | Jednotný digitální trh               | Jak bezpečně jak nakupovat            | Společně na Internetu                        | Internet a handicapovaní                |
| Sdílení referencí na Internetu    | Vývoj a architektura počítače        | Skryté nástrahy mobilních aplikací    | Jednotné přihlašování                        | Jak používat mapy na Internetu          |
| Webové kamery                     | Online bezpečnost                    | Edutaiment - škola hrou               | Od hromadění dat ke streamu                  | Publikování na Internetu                |
| Jak hledat práci na Internetu     | eDemocracy                           | Zákony na Internetu                   | Gastronomie na Internetu                     | Autorská práva                          |
| Vzdělávání přes Internet          | Crowdsourcing                        | Reklama na Internetu                  | Cenzura Internetu                            | Jak hledat na Internetu                 |
| Lokalizace                        | Srovnávače                           | E-mail                                | Jak začít prodávat na Internetu              | Můžeme věřit Internetu                  |
| Elektronický podpis               | Internet napříč zařízeními           | Sociální sítě                         | Jak být vidět na Internetu                   | Internet a senioři                      |
| Občanská žurnalistika             | Start-upy                            | Operační systémy                      | Jak nenaletět internetovým podvodníkům       | Ochrana dětí na Internetu               |
| Šifrování                         | Internet na cestách                  | Jak na přenos velkých souborů         | Jak správně vybrat a používat router         | Veřejné počítače                        |
| Doména, IP adresa, DNS            | Extremismus na Internetu             | Plánování přes Internet               | Na co si dát pozor u poskytovatele připojení | Proč mít vlastní doménu                 |
| Webové aplikace                   | Závislost na Internetu               | Autorský zákon na Internetu           | Generace youtuberů a selfies                 | Webhosting                              |
| Internet věcí                     | Otevřená data                        | Internetové statistiky                | Wearables - nositelná elektronika            | Historie Internetu                      |
| Datové schránky                   | Správa a řízení Internetu            | 3D tisk                               | Open source software                         | Nakupování použitého zboží na Internetu |